# Quanta Magazine
A Quanta Magazine é uma publicação on-line editorialmente independente da Simons Foundation cobrindo desenvolvimentos em física, matemática, biologia e ciência da computação.
A Undark Magazine descreveu a Quanta Magazine como "altamente respeitada por sua cobertura magistral de tópicos complexos em ciências e matemática". O agregador de notícias científicas RealClearScience classificou a Quanta Magazine No. 1 em sua lista dos "10 melhores sites para ciência em 2018". Em 2020, a revista recebeu o National Magazine Award for General Excellence da Sociedade Americana de Editores de Revista por sua "vontade de abordar alguns dos tópicos mais complexos e difíceis de ciências e matemática em uma linguagem acessível ao leitor leigo sem condescendência ou simplificação excessiva."
Os artigos da revista estão disponíveis gratuitamente para leitura online. Scientific American, Wired, The Atlantic e The Washington Post, bem como publicações científicas internacionais como Spektrum der Wissenschaft, reimprimiram artigos da revista.

## História
A Quanta Magazine foi inicialmente lançada como Simons Science News em outubro de 2012, mas foi renomeada para seu título atual em julho de 2013. Foi fundada pelo ex-jornalista do New York Times Thomas Lin, que é o editor-chefe da revista. Os dois editores adjuntos são John Rennie e Michael Moyer, ex- Scientific American, e a diretora de arte é Olena Shmahalo.